# Williams FW26
Chronologie des modèles (2004)
Williams FW25 Williams FW27
La Williams FW26 est la monoplace de Formule 1 de l'écurie Williams F1 Team, engagée au cours de la saison 2004 de Formule 1. Elle est pilotée par le Colombien Juan Pablo Montoya, l'Allemand Ralf Schumacher, l'Espagnol Marc Gené et le Brésilien Antônio Pizzonia.

## Historique

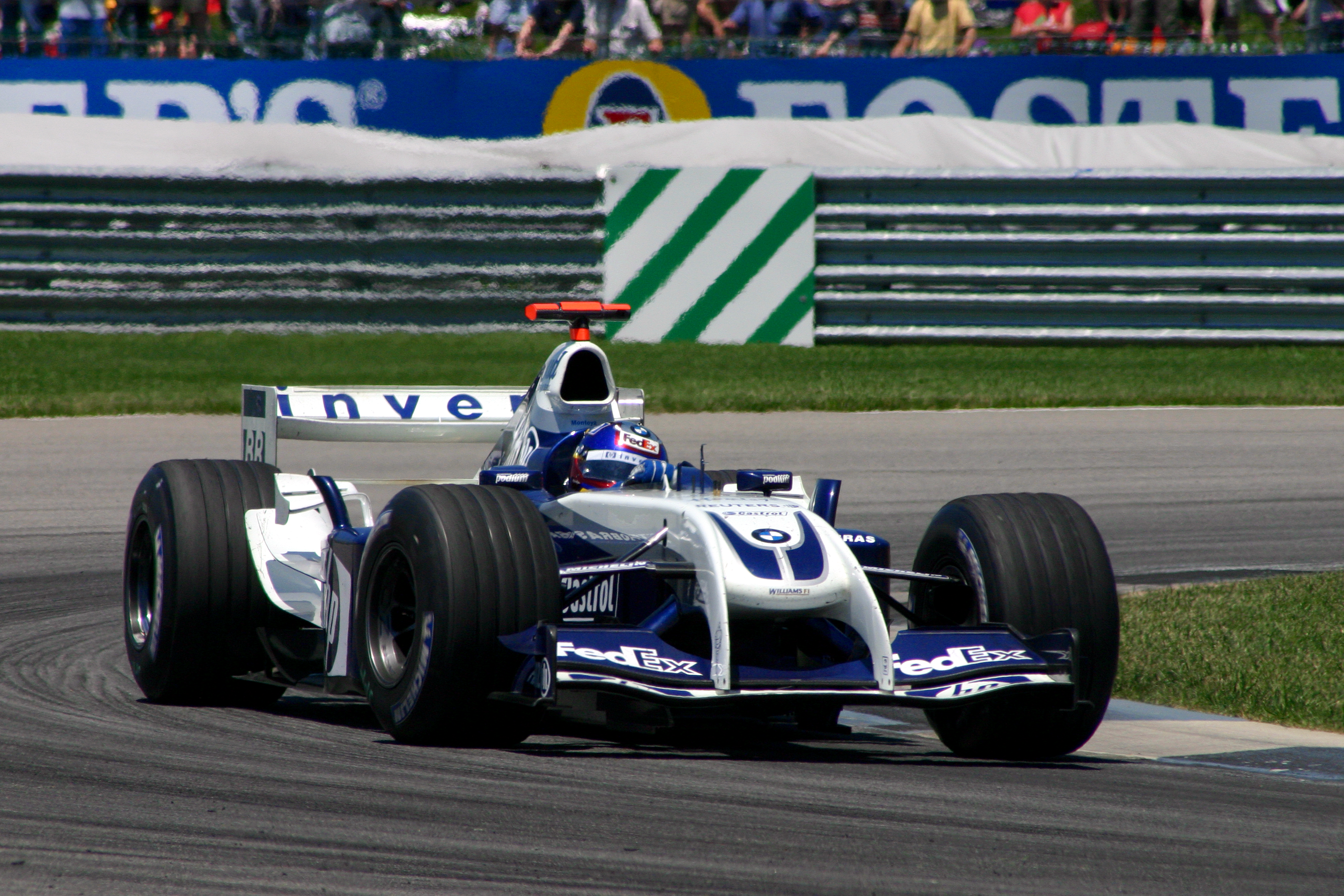
Le museau en forme de morse de la Williams FW26.

Cette voiture est la cinquième issue du partenariat avec BMW et, si les monoplaces anglo-allemandes comptent parmi les plus performantes des différents championnats, elles n'ont pu empêcher Michael Schumacher et Ferrari de rafler tous les titres, le sommet de la frustration étant atteint en 2003, alors que les FW25 étaient dominatrices.
Le motoriste allemand, réclamant des résultats plus probants, pousse l'écurie à faire des choix audacieux. L'aérodynamicienne Antonia Terzi ne manque pas d'audace : le museau de la FW26 ne ressemble à rien de ce qu'on avait connu ces dernières années, court et large pour optimiser le flux d'air en modifiant son circuit de progression le long de la voiture.
Dès le premier Grand Prix de la saison, en Australie, Juan Pablo Montoya et Ralf Schumacher déchantent car le museau de leur monture entraîne un surpoids et des difficultés imprévus. Paradoxalement, la déception des premiers Grands Prix (Schumacher 4e, Montoya 5e en Australie, Montoya 2e en Malaisie) n'est que le début d'une longue série d'incidents.
Les monoplaces sont disqualifiées au Canada pour disques de freins non conformes, puis, aux États-Unis, Montoya est disqualifié et Ralf Schumacher percute à pleine vitesse le mur du speedway, fracassant sa monoplace. Sérieusement choqué, il est indisponible pendant six courses et est remplacé successivement par Marc Gené (deux Grands Prix, aucun point) et Antônio Pizzonia (quatre Grands Prix, 6 points) manquant le podium en Belgique sur abandon. Entretemps, l'aérodynamique de la FW26 est totalement repensée et le museau si caractéristique disparaît au profit d'un système plus conventionnel.
Ces modifications payent avec le retour de Ralf Schumacher au Grand Prix de Chine : pour l'avant-dernier Grand Prix de la saison au Japon, il termine deuxième derrière son frère. Juan Pablo Montoya remporte l'ultime course de la saison, au Brésil face à son futur coéquipier, Kimi Räikkönen.
Cette saison mitigée pour l'équipe anglaise s'achève donc sur un succès qui a des allures de fin de règne. Elle a subi la loi des Renault, des BAR et surtout des Ferrari. De plus, les deux pilotes quittent l'écurie, Schumacher pour Toyota et Montoya pour McLaren, rivale historique de Williams.

## Résultats en championnat du monde de Formule 1

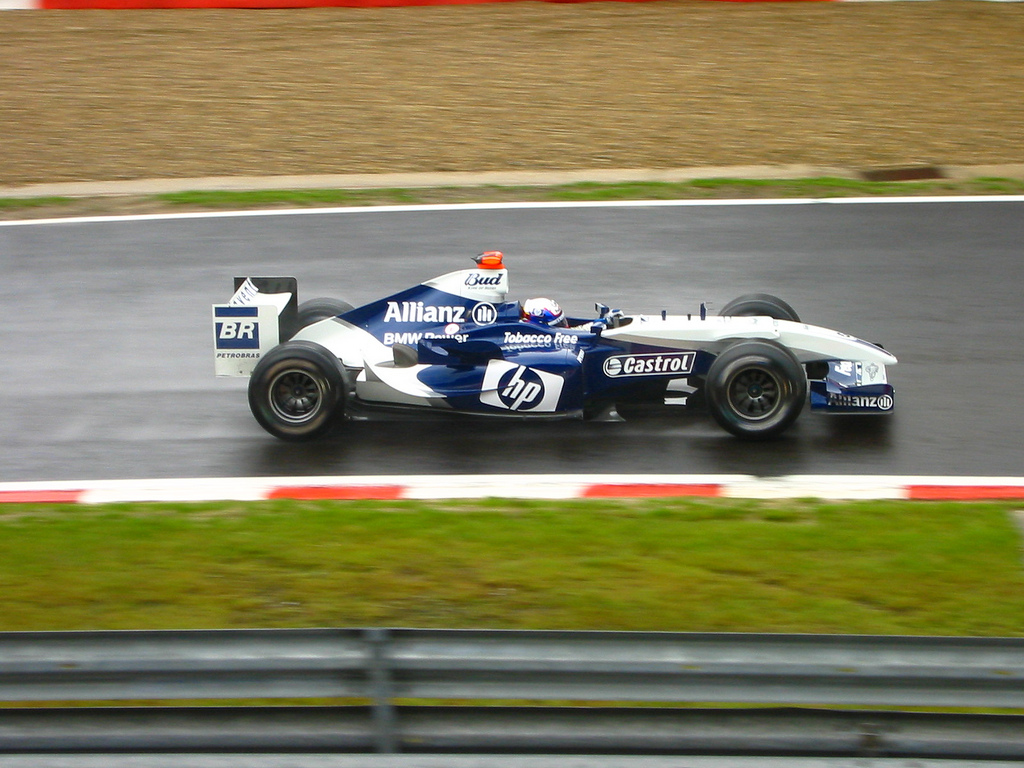
Juan Pablo Montoya en Belgique à bord de la Williams FW26 dépourvue de son museau de début de saison

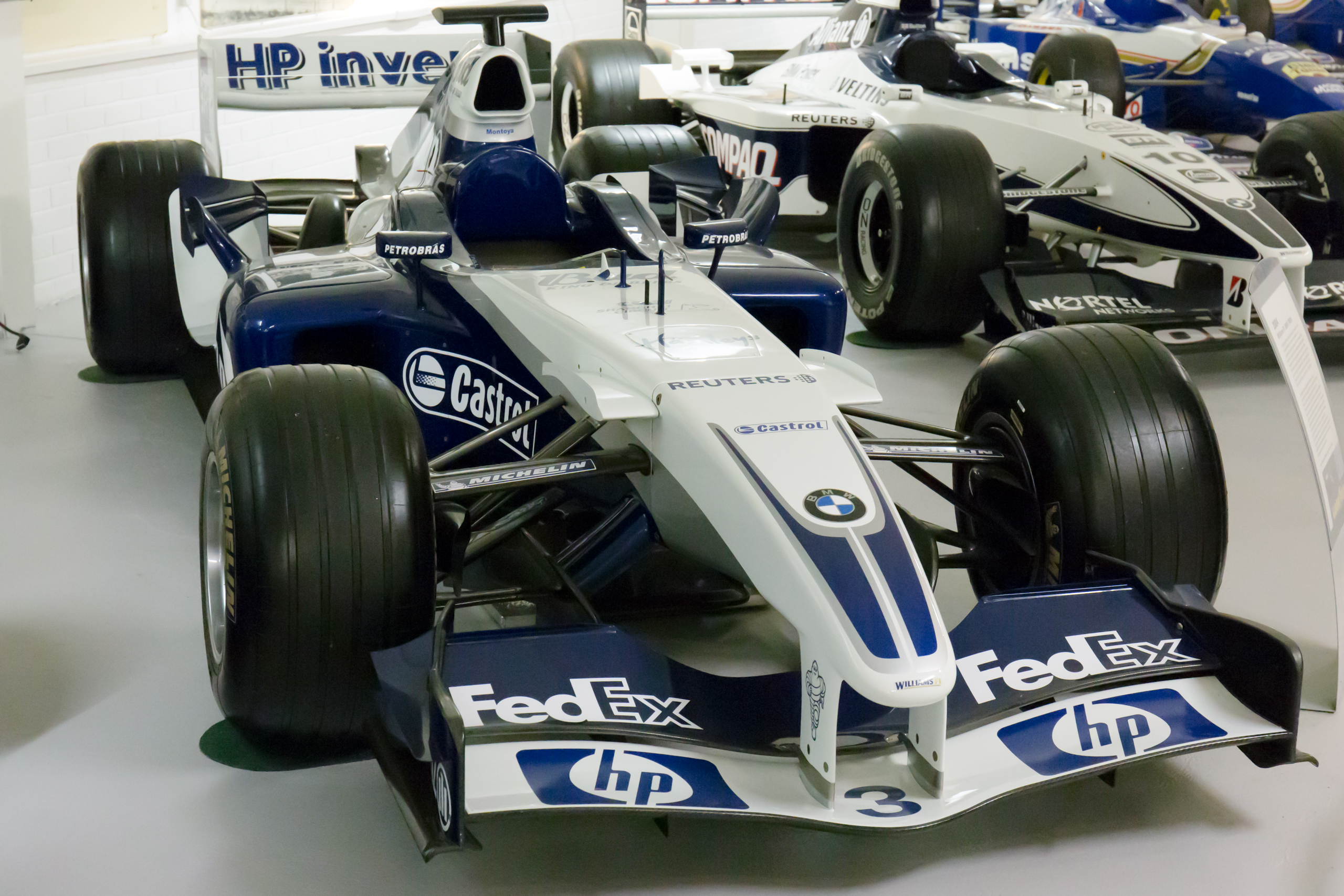
La Williams FW26 dépourvue de son museau du début de saison.

| Saison | Écurie               | Moteur      | Pneus    | Pilotes            | Courses | Courses | Courses | Courses | Courses | Courses | Courses | Courses | Courses | Courses | Courses | Courses | Courses | Courses | Courses | Courses | Courses | Courses | Points inscrits | Classement |
| Saison | Écurie               | Moteur      | Pneus    | Pilotes            | 1       | 2       | 3       | 4       | 5       | 6       | 7       | 8       | 9       | 10      | 11      | 12      | 13      | 14      | 15      | 16      | 17      | 18      | Points inscrits | Classement |
| ------ | -------------------- | ----------- | -------- | ------------------ | ------- | ------- | ------- | ------- | ------- | ------- | ------- | ------- | ------- | ------- | ------- | ------- | ------- | ------- | ------- | ------- | ------- | ------- | --------------- | ---------- |
| 2004   | BMW Williams F1 Team | BMW P84 V10 | Michelin |                    | AUS     | MAL     | BAH     | SMR     | ESP     | MON     | EUR     | CAN     | USA     | FRA     | GBR     | ALL     | HON     | BEL     | ITA     | CHI     | JAP     | BRÉ     | 88              | 4e         |
| 2004   | BMW Williams F1 Team | BMW P84 V10 | Michelin | Juan Pablo Montoya | 5e      | 2e      | 13e     | 3e      | Abd     | 4e      | 8e      | Dsq     | Dsq     | 8e      | 5e      | 5e      | 4e      | Abd     | 5e      | 5e      | 7e      | 1er     | 88              | 4e         |
| 2004   | BMW Williams F1 Team | BMW P84 V10 | Michelin | Ralf Schumacher    | 4e      | Abd     | 7e      | 7e      | 6e      | 10e     | Abd     | Dsq     | Abd     |         |         |         |         |         |         | Abd     | 2e      | 5e      | 88              | 4e         |
| 2004   | BMW Williams F1 Team | BMW P84 V10 | Michelin | Marc Gené          |         |         |         |         |         |         |         |         |         | 10e     | 12e     |         |         |         |         |         |         |         | 88              | 4e         |
| 2004   | BMW Williams F1 Team | BMW P84 V10 | Michelin | Antônio Pizzonia   |         |         |         |         |         |         |         |         |         |         |         | 7e      | 7e      | Abd     | 7e      |         |         |         | 88              | 4e         |

Légende : ici 